# José Manuel Rodríguez Ortega
José Manuel Rodríguez Ortega, (Almería, 13 de diciembre de 1972) más conocido como Jose Ortega, es un exfutbolista y entrenador español que actualmente pertenece a la disciplina del club mexicano Santos Laguna como entrenador ayudante de Francisco Rodríguez Vílchez.

## Trayectoria

### Como futbolista
Ortega jugaba en el equipo de su tierra, la UD Almería, que por aquel entonces militaba en la Segunda División de España (alrededor del año 2003) donde venia procedente del Real Jaén en el equipo que había militado dos temporadas en Segunda división.
Antes militó en el antiguo Almería CF en su etapa de Segunda División (1995-1997), para posteriormente ser fichado por el Albacete, de Primera División.
Ocupaba la posición de defensa lateral, actuando por la banda derecha. Es muy querido por la afición de su ciudad.

### Como entrenador
Su carrera como entrenador empezó en el CD Comarca de Níjar, equipo con el que en 2011 quedó campeón del Grupo IX de Tercera División de España, disputando play-offs de ascenso a Segunda División B de España.
A mitad de la temporada 2011/12, en marzo de 2012 se compromete con el CD Roquetas, que lucha por la permanencia en el Grupo 4 de Segunda División B firmando un contrato con la entidad rojiazul hasta junio de 2013.

## Clubes

### Como jugador
| Club              | País   | Año       |
| ----------------- | ------ | --------- |
| Almería C. F.     | España | 1994-1996 |
| Albacete Balompié | España | 1995-2000 |
| Real Jaén         | España | 2000-2002 |
| U. D. Almería     | España | 2002-2004 |
| Algeciras C. F.   | España | 2004-2005 |
| Águilas C. F.     | España | 2005-2007 |

### Como entrenador
| Club                                    | País   | Año       |
| --------------------------------------- | ------ | --------- |
| Comarca de Níjar                        | España | 2010-2011 |
| C. D. Roquetas                          | España | 2011      |
| Comarca de Níjar                        | España | 2011-2012 |
| U. D. Almería "Juvenil B"               | España | 2012-2013 |
| U. D. Almería "Juvenil A"               | España | 2013-2015 |
| UCAM Murcia C. F. (Segundo entrenador)  | España | 2016-2017 |
| C. D. Lugo (Segundo entrenador)         | España | 2017-2018 |
| U. D. Huesca (Segundo entrenador)       | España | 2018-2019 |
| Girona F. C. (Segundo entrenador)       | España | 2020-2021 |
| Elche C. F. (Segundo entrenador)        | España | 2021-2023 |
| Rayo Vallecano (Segundo entrenador)     | España | 2023-2024 |
| Club Santos Laguna (Segundo entrenador) | México | 2025-     |

## Palmarés

### Como entrenador
- Tercera División Española (1): 2011